# Zbigniew Maćków
Zbigniew Maćków (ur. 7 lutego 1969 we Wrocławiu) – polski architekt związany z Wrocławiem.

## Życiorys
Jest absolwentem Wydziału Architektury Politechniki Wrocławskiej (dyplom uzyskał w roku 1996) oraz Kingston University School of Architecture w Londynie (1994). W latach 1998–2005 pracował jako asystent prowadząc zajęcia dydaktyczne w Zakładzie Projektowania Architektury Społeczno-Usługowej Wydziału Architektury Politechniki Wrocławskiej. Praktykę w zawodzie rozpoczął w roku 1992. Od roku 1995 prowadzi własne biuro – Maćków Pracownia Projektowa, wykonując wraz z zespołem projekty budynków: mieszkalnych, komercyjnych, użyteczności publicznej i przemysłowych. 
Kurator odpowiedzialny za architekturę w ramach Europejskiej Stolicy Kultury 2016.  Pomysłodawca i jeden z koordynatorów przedsięwzięcia WuWA 2 - Nowe Żerniki we Wrocławiu, organizowanego wspólnie przez miasto Wrocław, Dolnośląską Izbę Architektów, wrocławski oddział SARP, mającego na celu zaprojektowanie i wybudowanie holistycznego, zrównoważonego i inkluzywnego osiedla w duchu WuWA Deutscher Werkbund przez superstudio złożone z 40 architektów. 
Jest członkiem SARP, Dolnośląskiej Okręgowej Izby Architektów oraz Miejskiej Komisji Urbanistyczno-Architektonicznej przy Prezydencie Wrocławia. Jego prace były wielokrotnie nominowane do nagród i nagradzane w konkursach polskich i zagranicznych. Otrzymał m.in. w roku 2010 nagrodę SARP za budynek roku oraz trzykrotnie nagrodę w plebiscycie „Piękny Wrocław”. W 2020 roku został laureatem Honorowej Nagrody Stowarzyszenia Architektów Polskich. W 2021 roku powołany przez Prezydent Gdańska Aleksandrę Dulkiewicz do Gdańskiej Rady Architektury.
Założyciel (1995) i główny projektant w Maćków Pracownia Projektowa.
Najważniejsze nagrody: Honorowa Nagroda SARP 2020, Honorowa Nagroda SARP o/Wrocław, 2 x „Życie w architekturze”, nagroda roku SARP, 4 x Grand Prix „Piękny Wrocław”, 4 x finalista World Architecture Festival, Nagroda Województwa Śląskiego, 2 x Grand Prix DOFA, 2 x nominacja i shortlista Mies van der Rohe Award, Złoty Medal Biennale Leonardo 2009 i ponad 50 nagród w konkursach architektonicznych.

## Ważniejsze dzieła
- 2003 – Nowy budynek Wydziału Prawa, Administracji i Ekonomii Uniwersytetu Wrocławskiego[4]
- 2005 – Centrum handlowe Ferio Gaj[5]
- 2007 – Budynek główny Dolnośląskiej Szkoły Wyższej[6]
- 2009 – Przebudowa Domu Handlowego Renoma[7]
- 2009 – Miejska Hala Sportowa w Bytomiu
- 2009 – Apartamentowiec Thespian[8]
- 2012 – Zintegrowany Węzeł Przesiadkowy przy stacji kolejowej Wrocław Stadion[9]
- 2012 – Ratusz w Siechnicach[9]
- 2012 – Green Towers[9]
- 2013 – Rekonstrukcja budynku przedszkola wzorcowego osiedla wystawy WuWA[9]
- 2014 – Silver Tower Center[9]
- 2014 – Szkoła Muzyczna im. K. Szymanowskiego[9]
- 2014 – Biurowiec Green Day[9]
- 2015 – Biurowiec Dubois 41[9]
- 2017 – Apartamentowiec Witolda 43[9]
- 2017 – V Liceum Ogólnokształcące we Wrocławiu
- 2018 – Green2Day[10]
- 2018 – Angel River[11]
- 2019 – Kaplica Autostrady A8[12]
- 2019 – Nowy Targ[9] we Wrocławiu

## Galeria

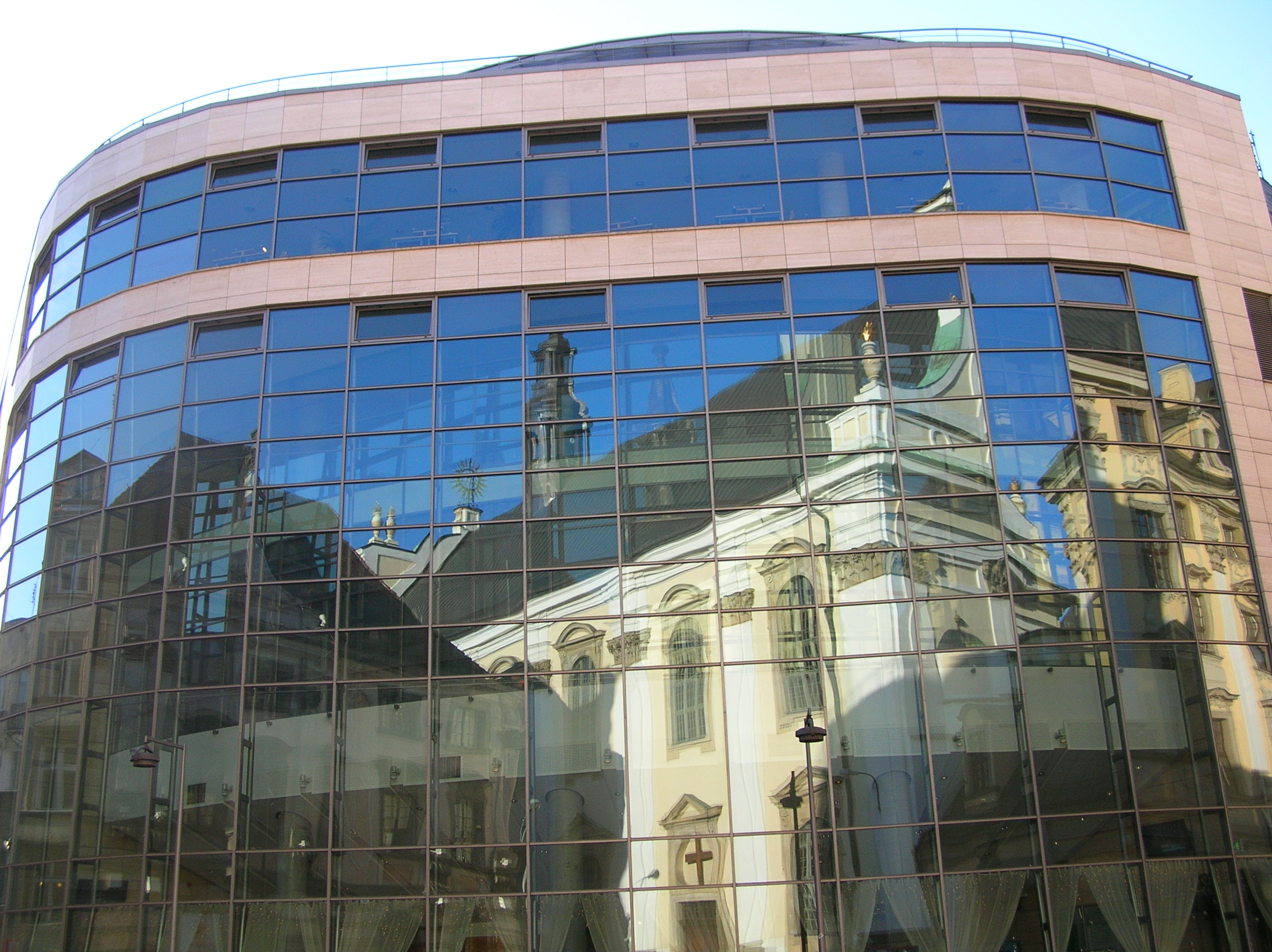
Kościół uniwersytecki odbijający się na szklanej elewacji nowego budynku WPAiE UWr
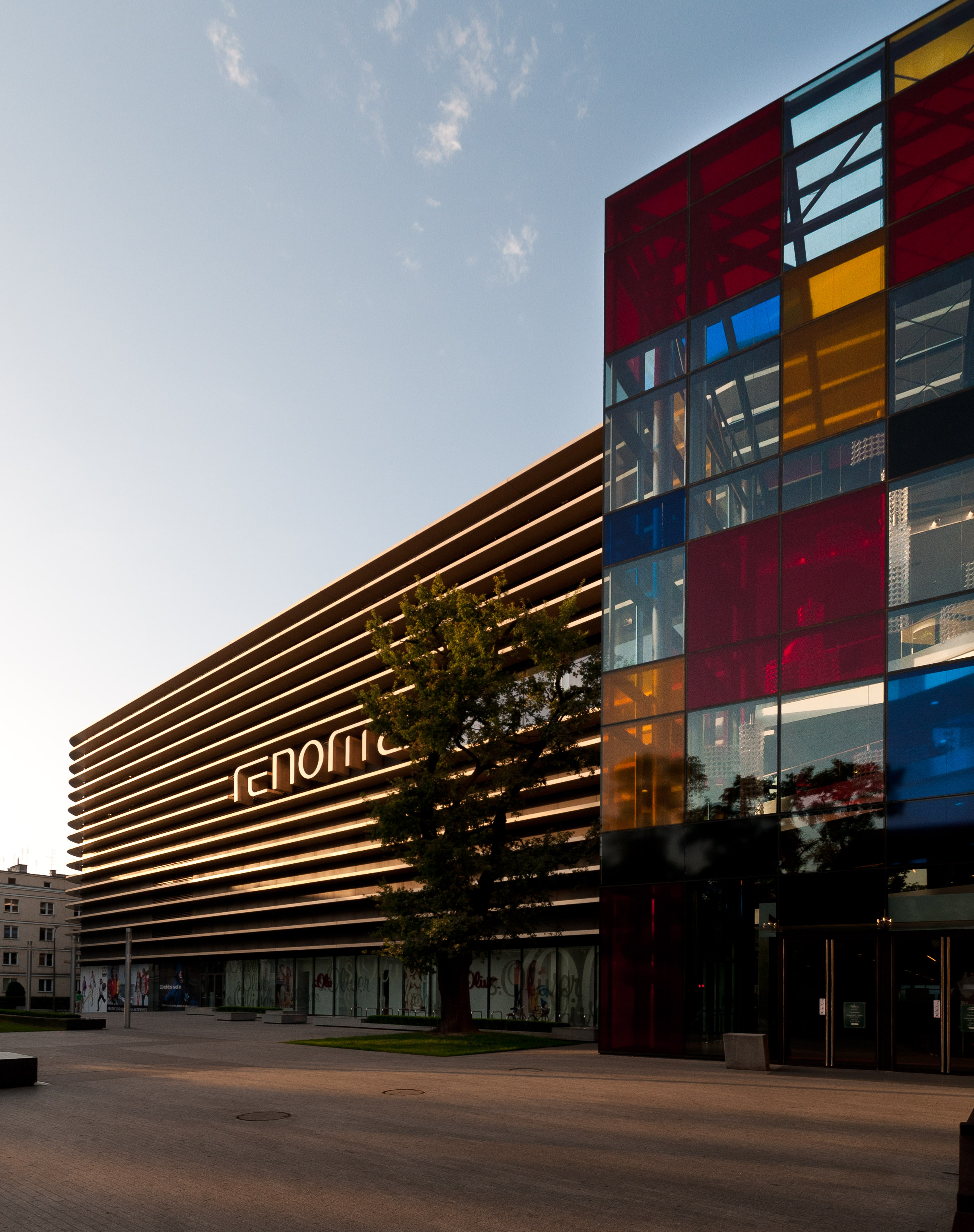
Rozbudowana część Renomy
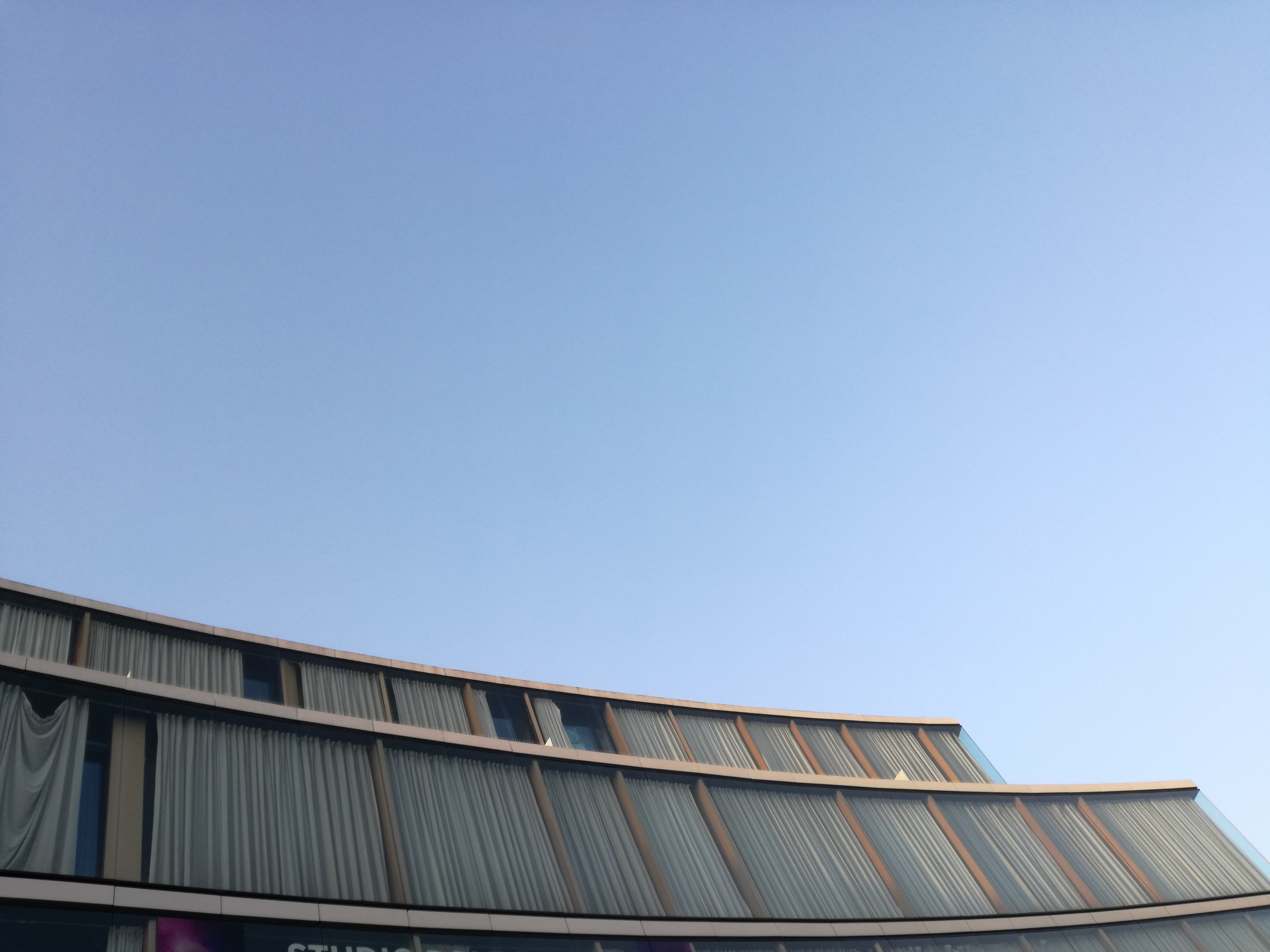
Thespian, krzywizna elewacji odpowiadającej placowi Powstańców Śląskich
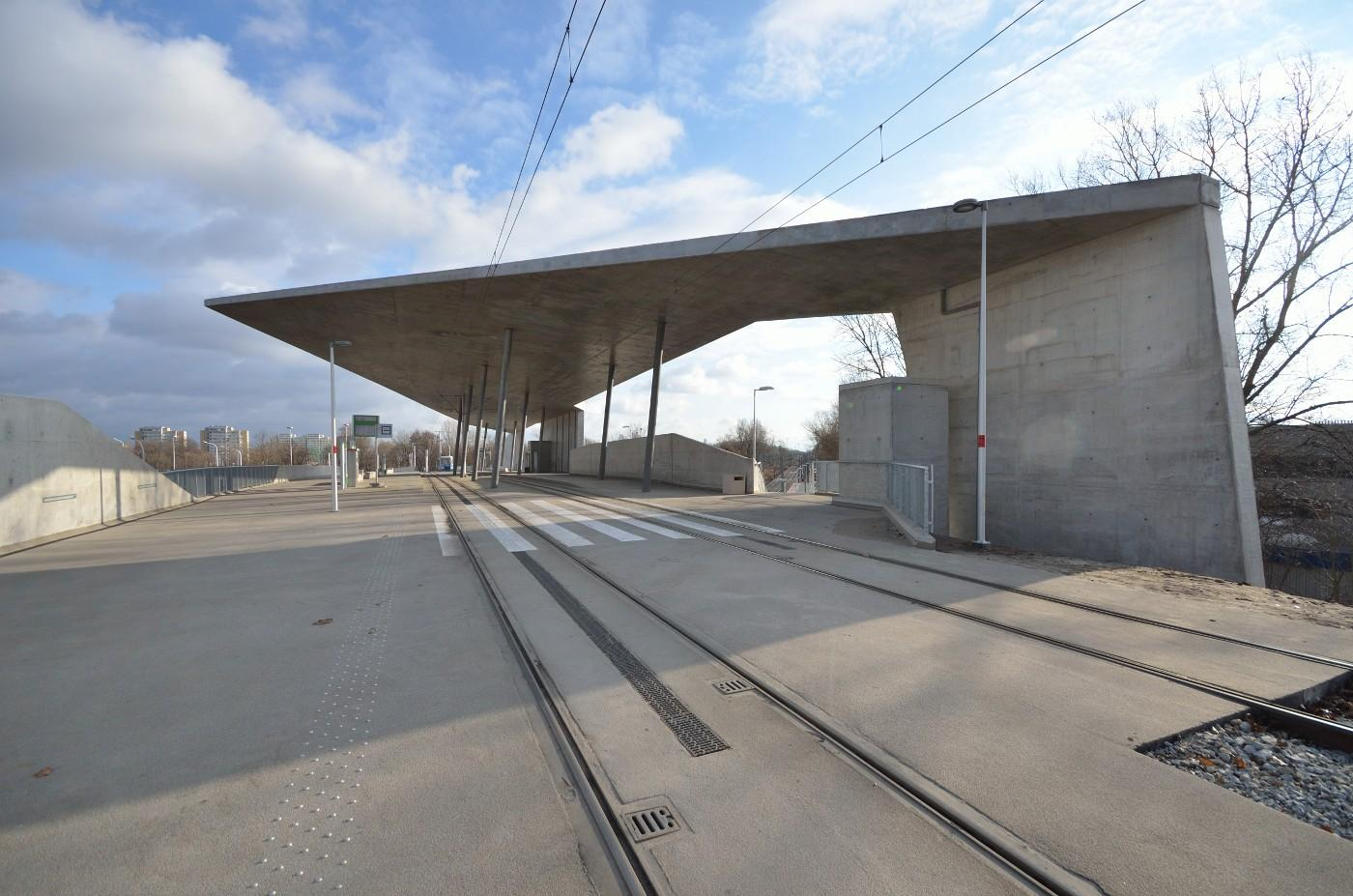
Zintegrowany Węzeł Przesiadkowy
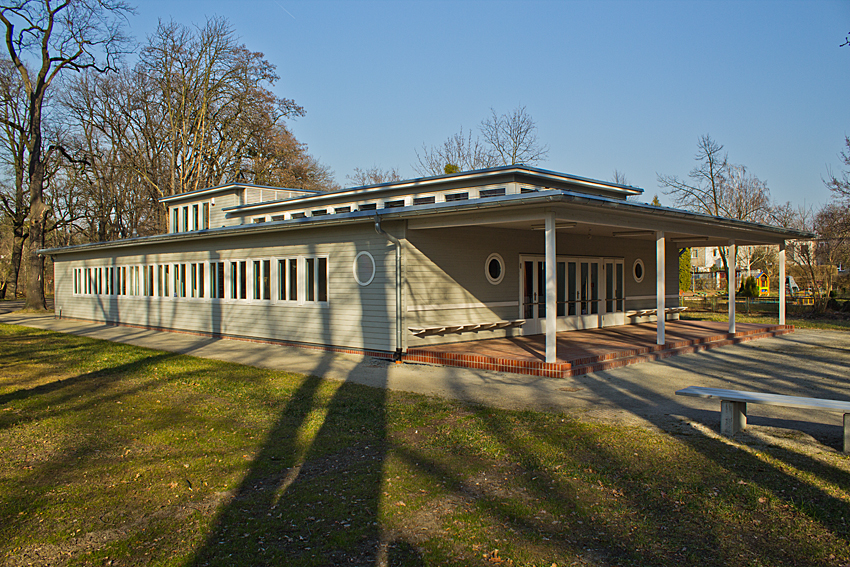
Odnowione przedszkole osiedla WUWA
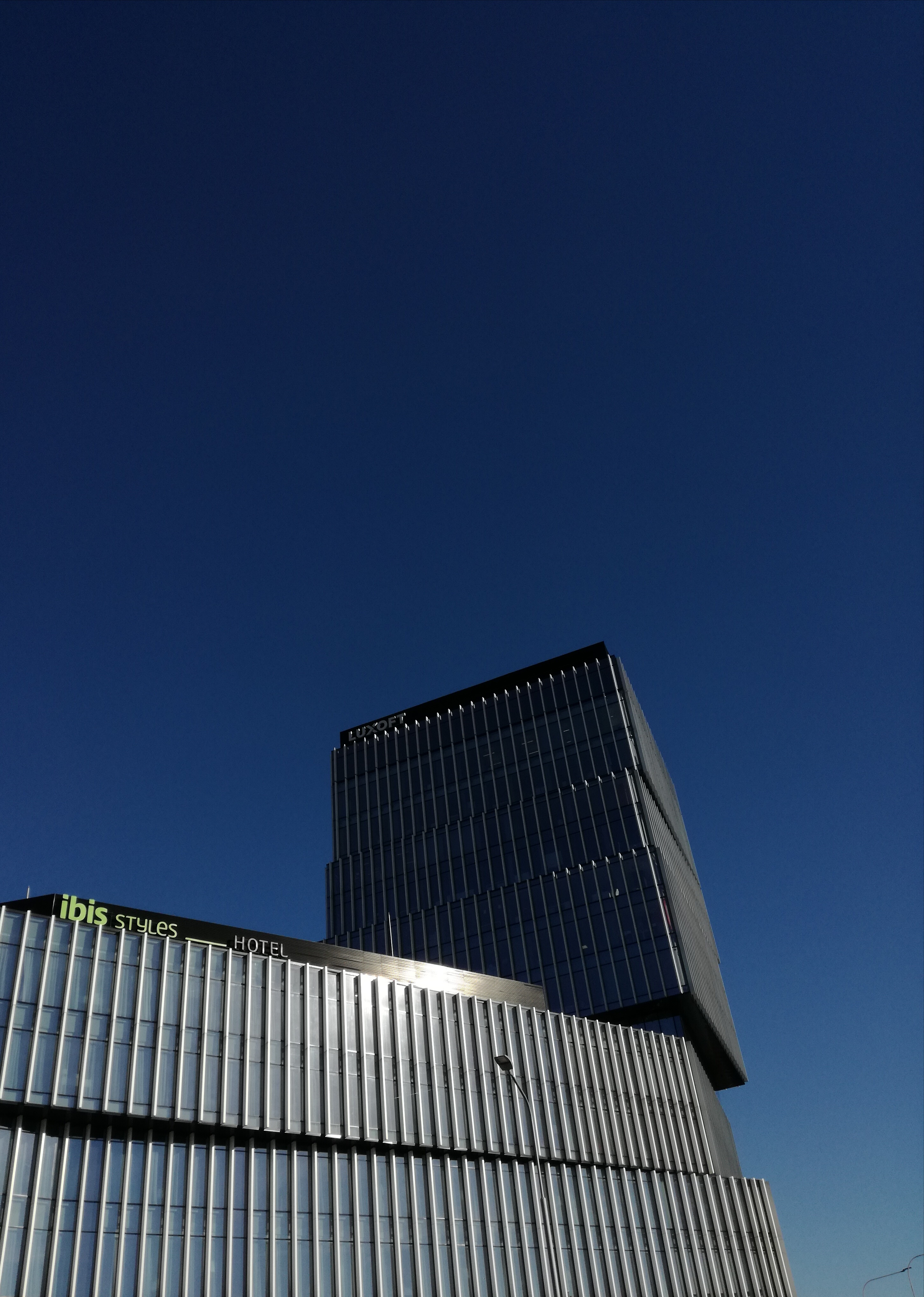
Silver Tower Center
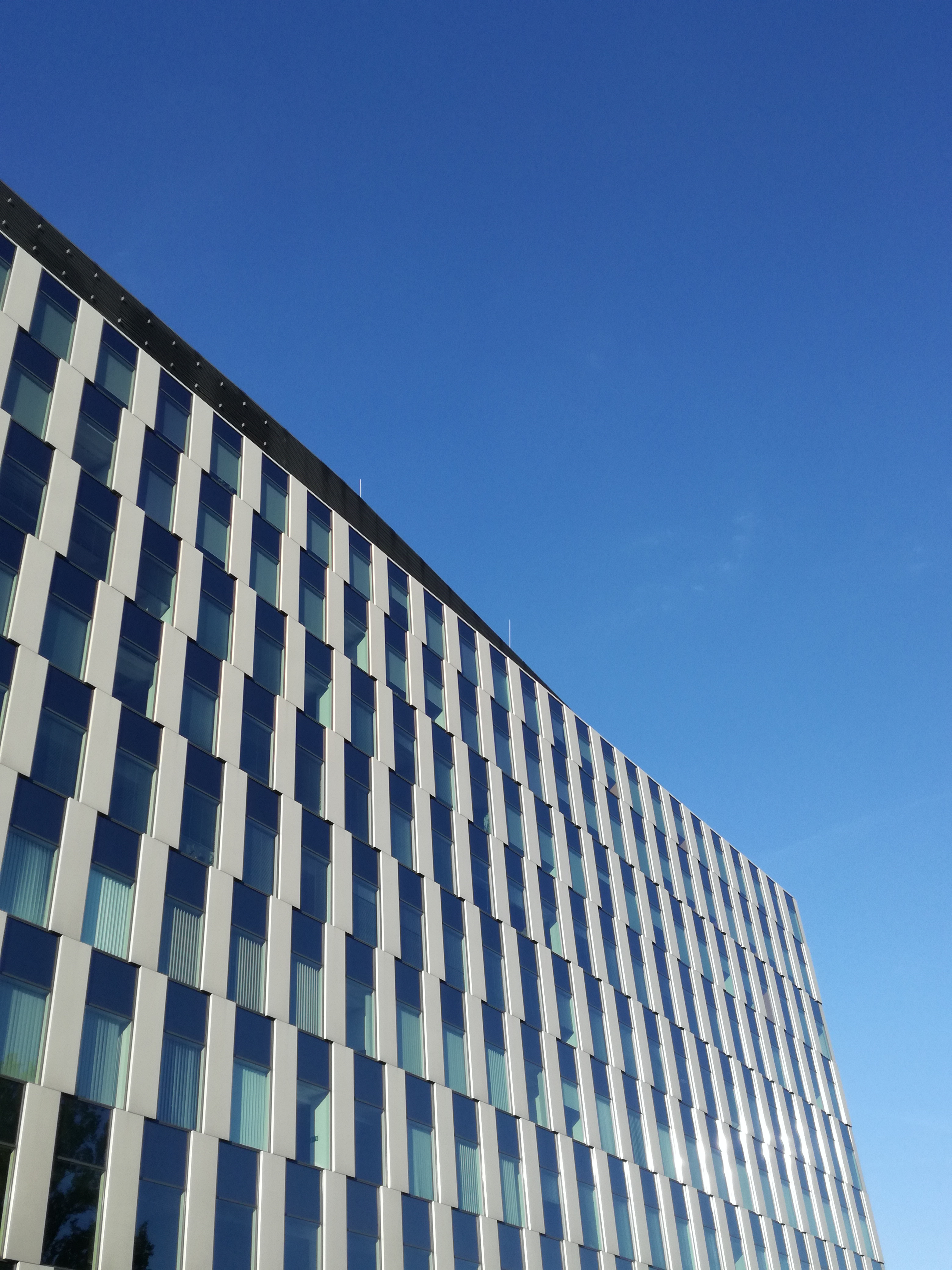
Elewacja Green Tower
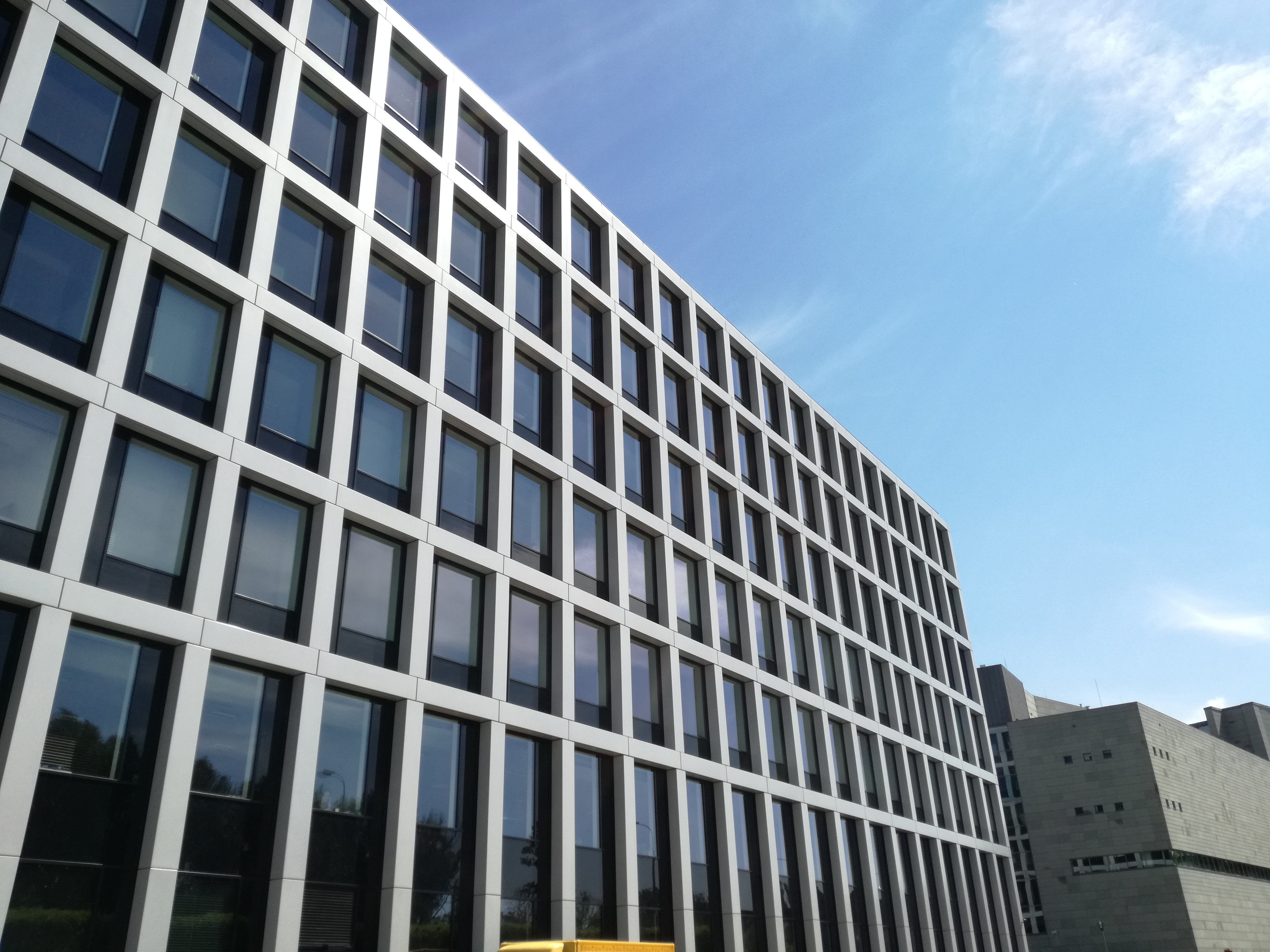
Elewacja Green Day, okna z wklęsłymi obramieniami
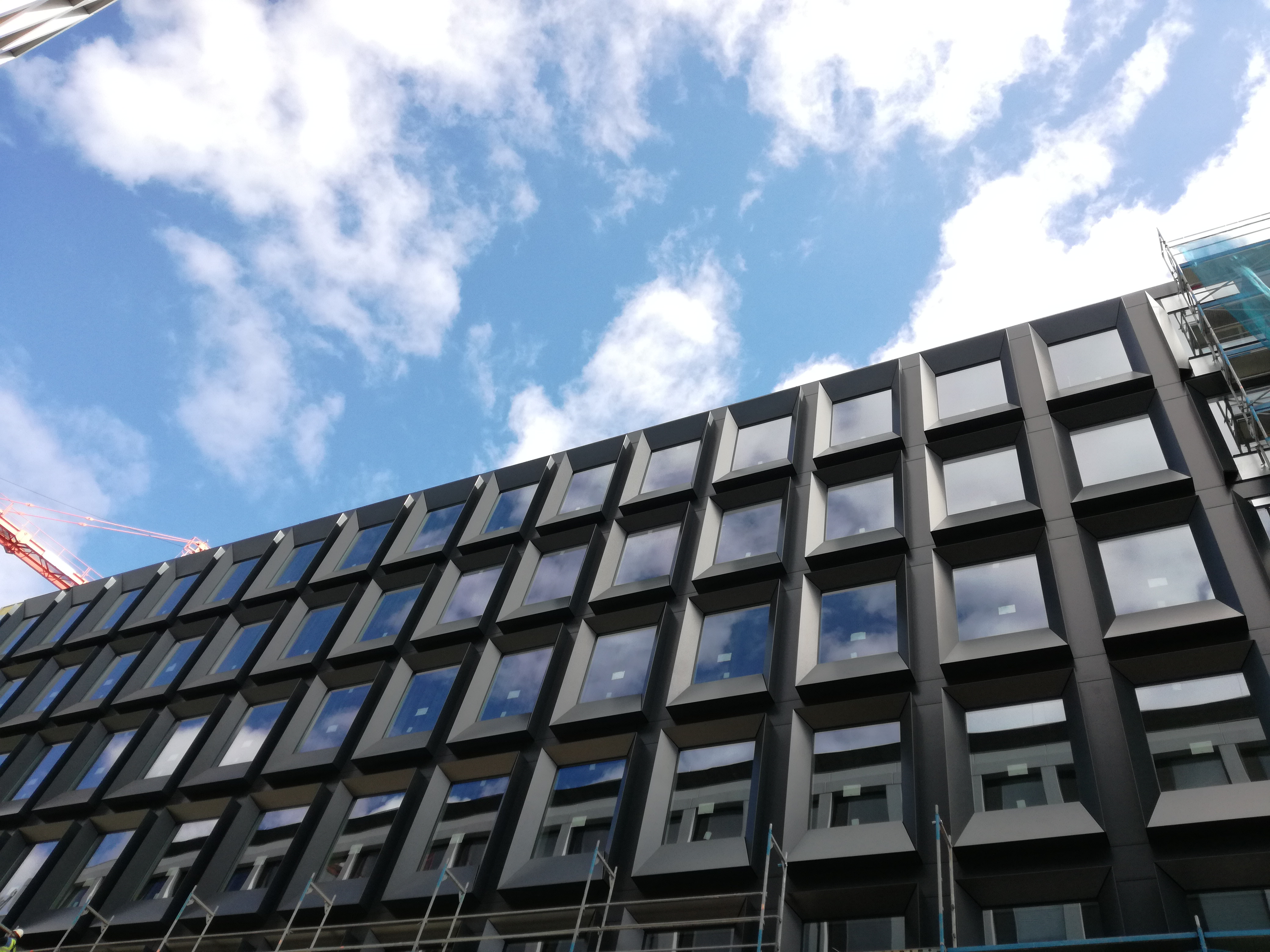
Elewacja Green2Day, okna z wypukłymi obramieniami
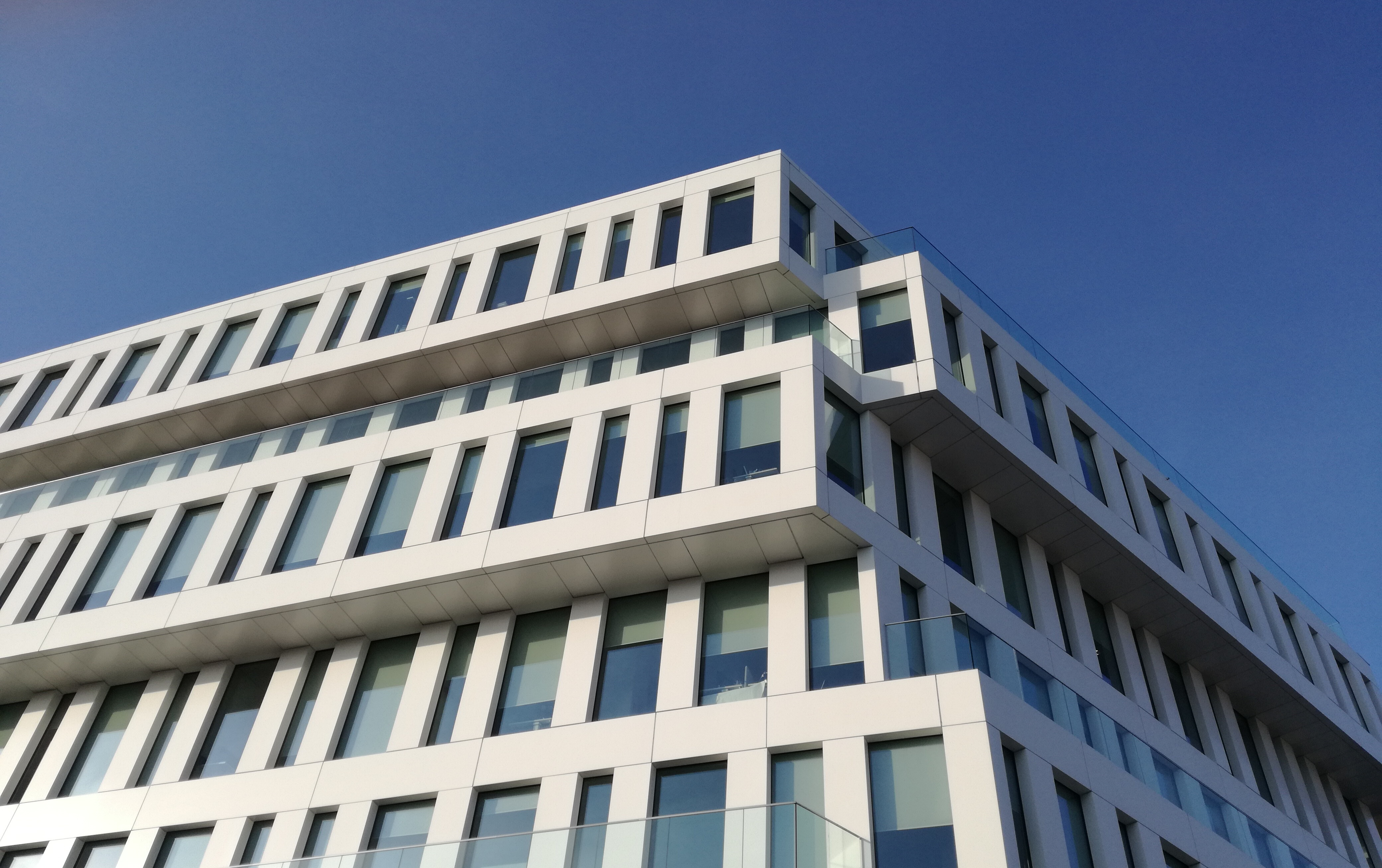
Elewacja Dubois 41
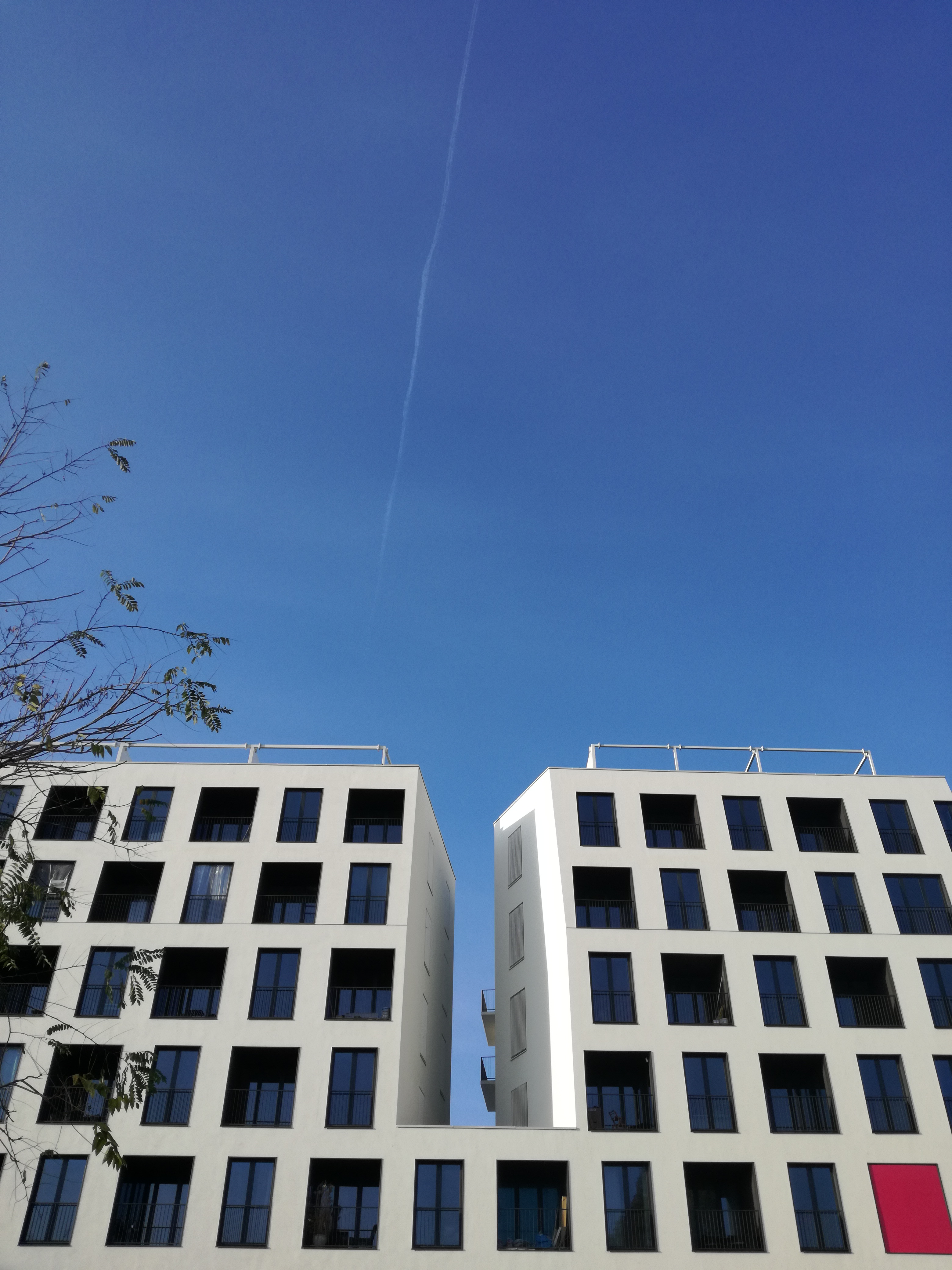
Elewacja Witolda 43
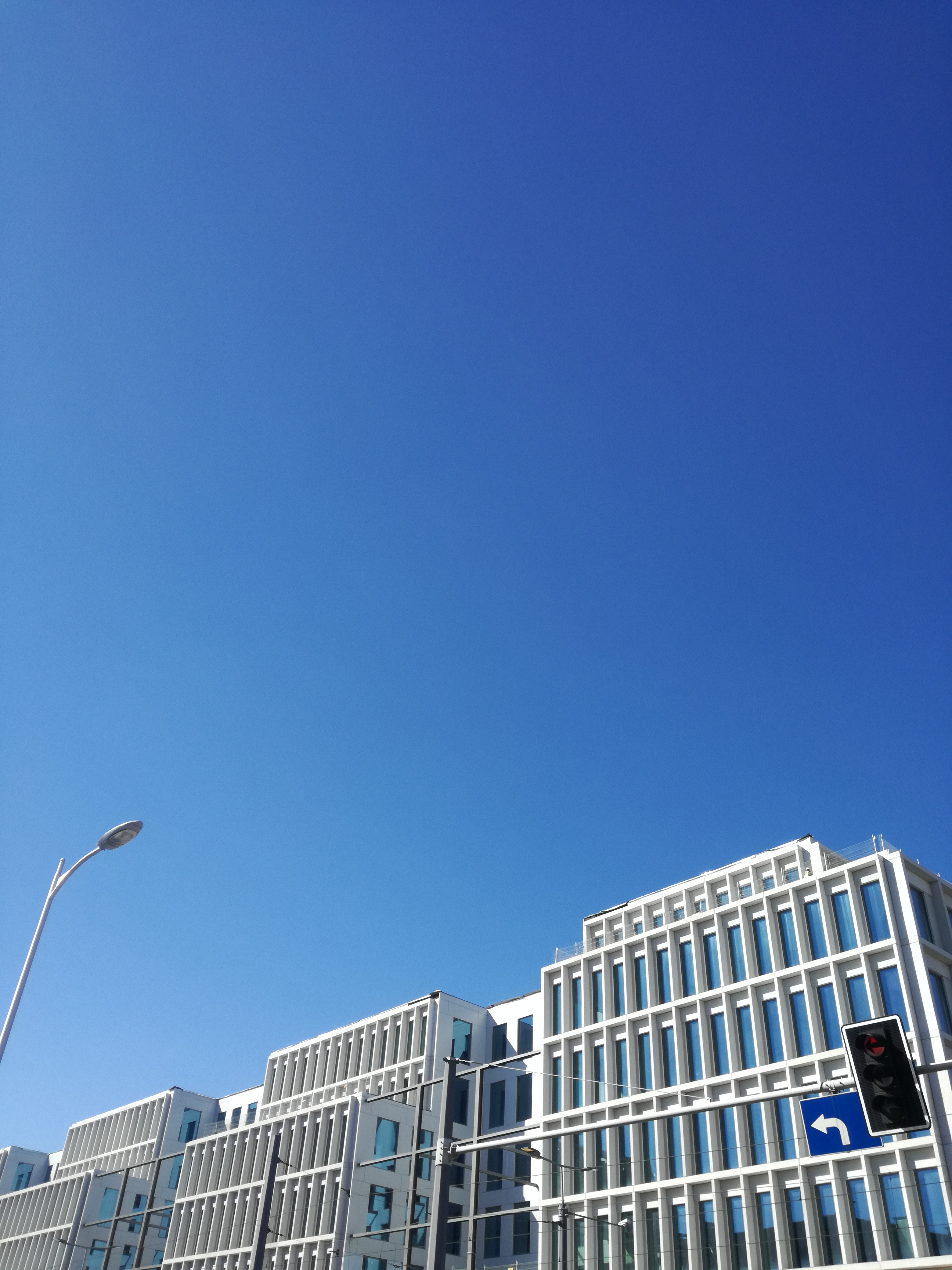
Elewacja biurowca Nowy Targ dla firmy Skanska
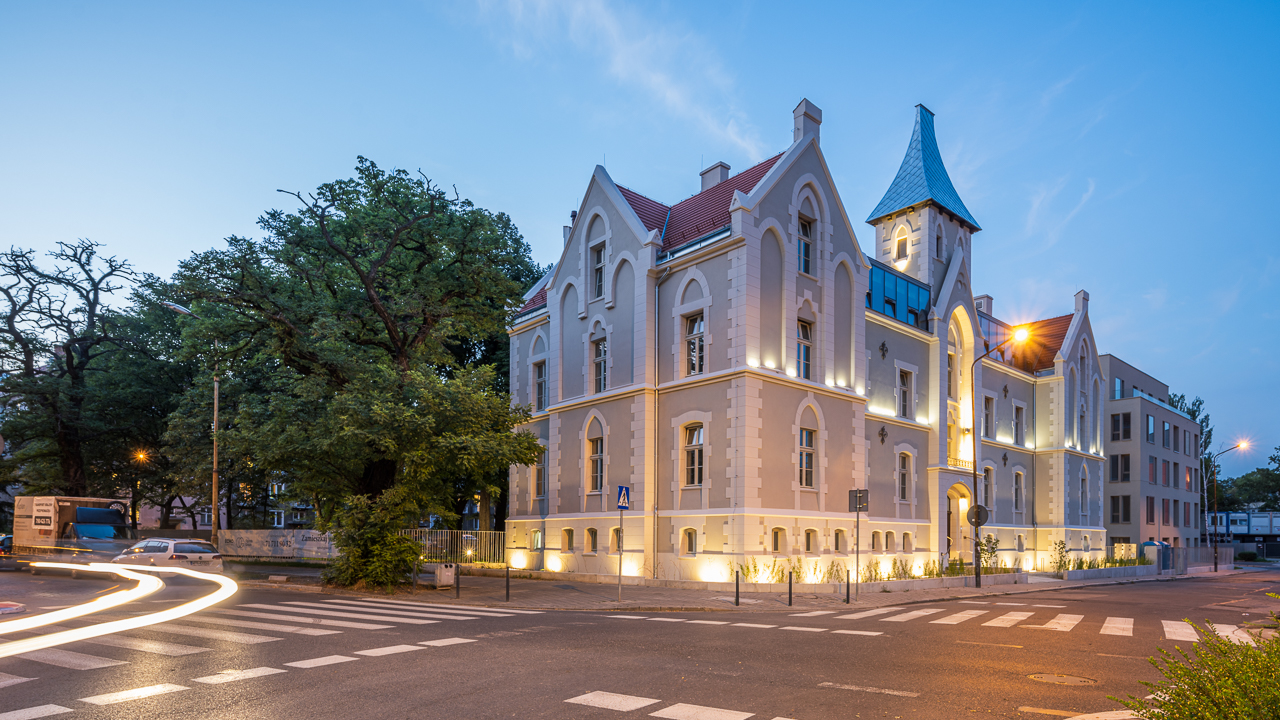
Ogrody Graua, ul. Gdańska Wrocław
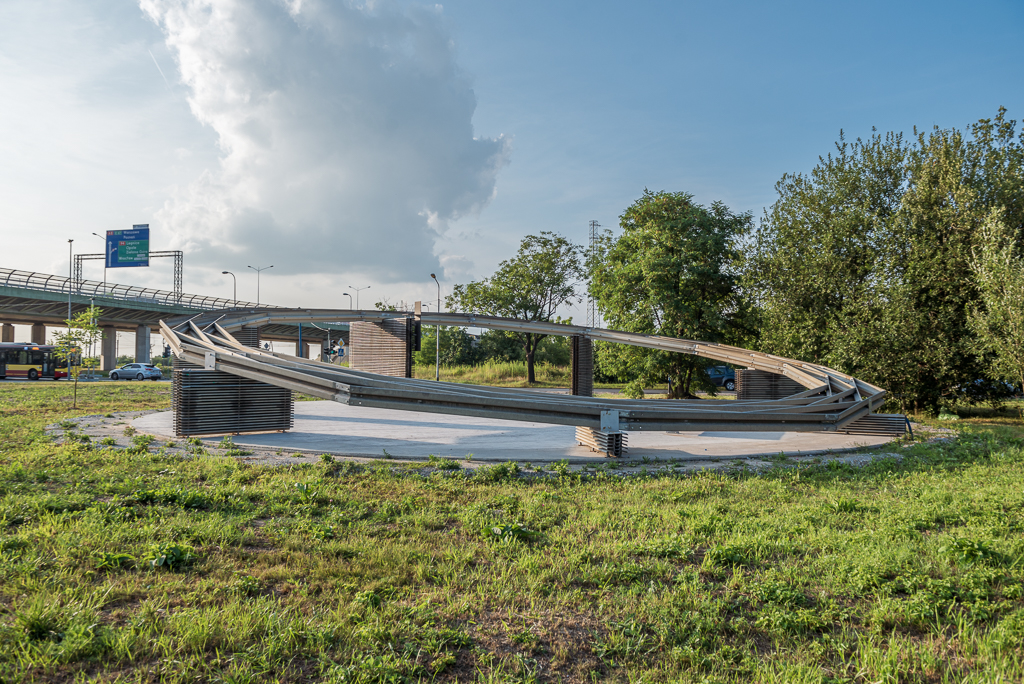
Kaplica Wotywna AOW
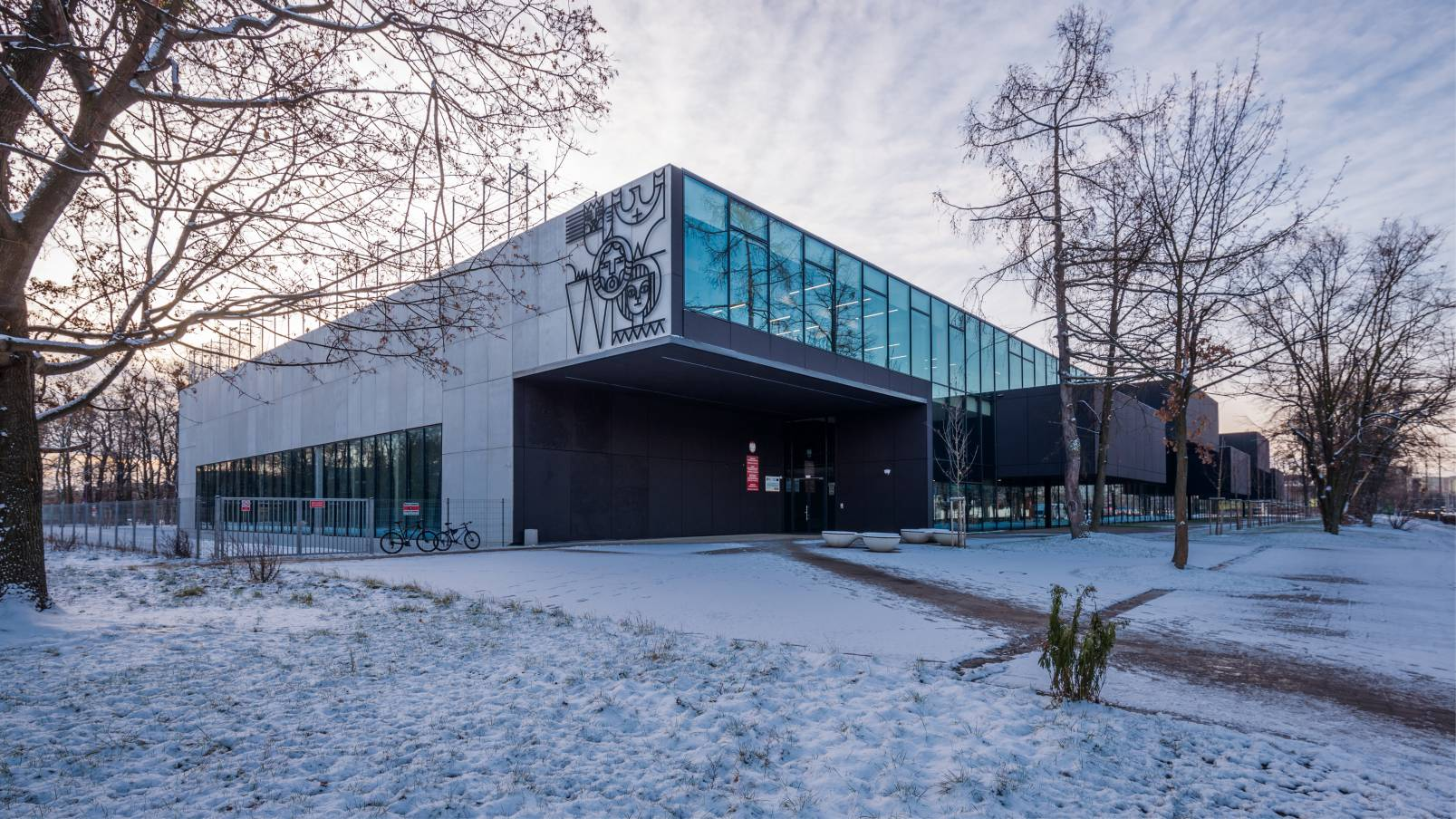
V LO Wrocław
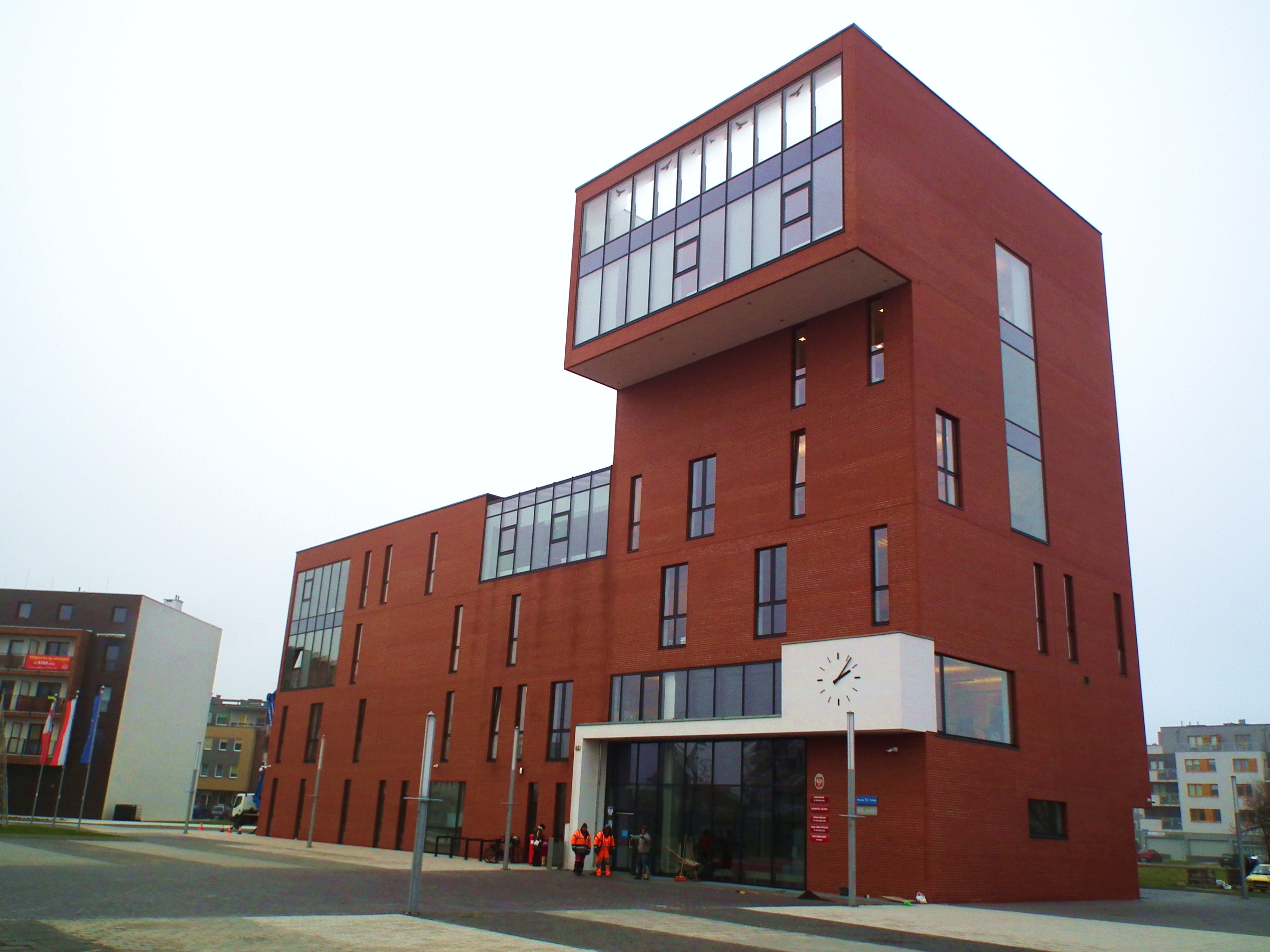
Siechnice (ratusz)